# Gare de Saint-Lambert (Canada)
Cet article concerne la gare. Pour la ville de Saint-Lambert, voir Saint-Lambert (Montérégie). Pour les autres significations, voir Gare de Saint-Lambert.
La gare de Saint-Lambert est une gare ferroviaire située à Saint-Lambert, dans la Rive-Sud de Montréal, au Québec. Elle est desservie par plusieurs trains de Via Rail qui relient Ottawa, Montréal et Québec, ainsi que les trains de banlieue entre Montréal et Mont-Saint-Hilaire. La gare dessert également le train Océan de Via Rail entre Montréal et Halifax et le train Adirondack d'Amtrak entre Montréal et New York.

## Histoire
À partir du premier quart du 19e siècle, des fermiers anglophones viennent s'installer dans le secteur de Saint-Lambert, qui sera jusqu'au début des années 1850, exclusivement rural. Sa position privilégiée en face de Montréal sera mise à profit par des administrateurs montréalais du Chemin de fer Champlain et Saint-Laurent.
Ces derniers décident de construire en 1852 un embranchement de la ligne ferroviaire unissant depuis 1836 les villages de La Prairie et de Saint-Jean. Ils déménagent alors le terminus de La Prairie vers Saint-Lambert. La ligne de chemin de fer traverse alors les terres du Mouillepied et se rend en bordure du fleuve entre les avenues Victoria et Argyle. Une jetée est construite jusqu'à l'île Moffatt (intégrée aujourd'hui à l'Île Notre-Dame) que pourront emprunter les trains. À partir de 1854, un projet grandiose commence à voir le jour, la construction du pont Victoria, qui sera parachevée en 1859.

## Intermodalité
Réseau de transport de Longueuil
| Circuit | Destinations                                    | Tracé       | Horaires       |
| ------- | ----------------------------------------------- | ----------- | -------------- |
| 1       | Victoria - Churchill – Terminus Longueuil       | [PDF] Tracé | [PDF] Horaires |
| 6       | Terminus Panama - Victoria – Terminus Longueuil | [PDF] Tracé | [PDF] Horaires |
| 55      | Victoria - Wellington – Terminus Centre-ville   | [PDF] Tracé | [PDF] Horaires |
| 106     | Victoria - Secteur B – Terminus Longueuil       | [PDF] Tracé | [PDF] Horaires |